# Таволга (приток Нейвы)
Таволга — малая река на Среднем Урале, протекает по Невьянскому району Свердловской области России. Таволга течёт с юга на север. Река вытекает из Таволжанского болота и впадает в реку Нейву, в 221 км от её устья, по правому берегу. Длина реки Таволги составляет 11 км.
В нижнем течении реки расположены старинные уральские селения Верхние и Нижние Таволги. В черте Верхних Таволог река образует небольшой пруд, ограниченный плотиной, а в черте Нижних Таволог впадает в Нейву, которая на месте устья реки Таволги в черте деревни и ниже её по течению образует вытянутый пруд.
Выше Верхних Таволог по течению в Таволга принимает правый приток — Свеилый Ключ.

## Населённые пункты
На реке Таволге расположены три населённых пункта:
- посёлок Осиновский (у верховьев реки),
- деревня Верхние Таволги (в нижнем течении),
- село Нижние Таволги (в нижнем течении).

## Данные водного реестра
По данным государственного водного реестра России, река Таволга относится к Иртышскому бассейновому округу, речному бассейну Иртыша, речному подбассейну Тобола. Водохозяйственный участок — Реж (без реки Аяти от истока до Аятского гидроузла) и Нейва (от Невьянского гидроузла) до их слияния.
Код объекта в государственном водном реестре — 14010501812111200006389.